# Mali Žam
Mali Žam (cyr. Мали Жам) – wieś w Serbii, w Wojwodinie, w okręgu południowobanackim, w mieście Vršac. W 2011 roku liczyła 283 mieszkańców.